# Mounseer Nongtongpaw
Mounseer Nongtongpaw est un poème de 1808 dont on a cru pendant un certain temps qu'il avait été écrit par l'écrivain romantique Mary Shelley alors qu'elle était enfant. On pense aujourd'hui que l'auteur en était le dramaturge John Taylor.
Le poème est un développement d'une chanson du même nom de l'amuseur Charles Dibdin, et a été publié dans le contexte de la Juvenile Library (La Bibliothèque pour les jeunes) du philosophe du XVIIIe siècle William Godwin. Succession de strophes comiques sur des stéréotypes français et anglais, Mounseer Nongtongpaw cloue au pilori John Bull pour son incapacité à comprendre le français. Le poème a été illustré par l'ami de Godwin William Mulready.

## Source primaire
- (en) Mounseer Nongtongpaw (Wikisource anglophone)